# Mesonoterus laevicollis
Mesonoterus laevicollis är en skalbaggsart som beskrevs av Sharp 1882. Mesonoterus laevicollis ingår i släktet Mesonoterus och familjen grävdykare. Inga underarter finns listade i Catalogue of Life.